# Eucithara makadiensis
Eucithara makadiensis is een slakkensoort uit de familie van de Mangeliidae. De wetenschappelijke naam van de soort is voor het eerst geldig gepubliceerd in 2008 door Kilburn & Dekker.